# Poplavna ravnica
Poplavna ravnica ali poplavno območje je zemljišče v bližini potoka ali reke, ki se razteza od brega kanala do roba doline in ima poplave, ko je visoka voda. Poplavno pot sestavljajo rečni kanal in sosednja območja, ki dejavno sodelujejo pri poplavnem toku v smeri toka in ob robu poplave. To so območja, ki jih poplavi, a ne bodo imela močnega toka. Z drugimi besedami, poplavna ravnica je območje v bližini reke ali potoka, ki jo poplavi, ko se raven vode dvigne na poplavno stopnjo.
Take nižinske poplave so značilnost spodnjega toka večjih rek in nastanejo zaradi razlike v hitrosti dotekanja visokih vod ter pretočnih zmogljivosti rečnih strug.

## Oblikovanje
Poplavne ravnice oblikujejo meandri z erozijo v stran, ko reka teče navzdol. Ko reka zlomi bregove in poplavi, pusti za seboj plasti naplavin (mulja). Te se postopoma višajo in ustvarijo poplavna tla. Poplavne površine na splošno vsebujejo nekonsolidirane usedline, pogosto se raztezajo pod strugo potoka. Kopičijo se pesek, gramoz, ilovica, mulj in/ali glina in so pogosto pomembni vodonosniki, iz njih se črpa voda po predhodnem filtriranju v primerjavi z vodo iz reke.
Geološko so starodavne poplavne površine v pokrajini pogosto na rečnih terasah. To so stare poplavne površine, ki ostajajo sorazmerno visoko nad sedanjimi poplavnimi ravnicami in kažejo nekdanji tok reke.
Odseki poplavne ravnice reke Misuri (vir: United States Geological Survey) kažejo veliko različnih usedlin različne grobosti, strugo, ki je bila na enem kraju spodjedena in napolnjena z drugimi tokovi in poplavami različnih hitrosti, tako da so vložki včasih grobega gramoza, včasih drobnega peska ali finega mulja. Verjetno bi vsak del take aluvialne ravnine kazal nahajališča podobne narave.
Poplavne ravnice nastajajo z meandriranjem ali kot posledica prepletene reke, mrtvic in pritokov, močvirij ali stoječih bazenov in so občasno popolnoma prekrite z vodo. Ko je drenažni sistem prenehal delovati ali se v celoti preusmeri iz katerega koli razloga, lahko poplavna ravnica postane območje velike plodnosti, po videzu podobna dnu starega jezera. Poplavna ravnica seveda ni povsem ravna. Ima blag naklon v smeri toka in pogosto od strani proti sredini.
Poplavna ravnica je naravni kraj za reko, na katerem sprošča svojo energijo. Meandri na poplavni ravnici upočasnijo pretok vode in ko voda v strugi preseže njeno zmogljivost, se voda razlije po ravnici, na kateri se začasno uskladišči. Pri obvladovanju zgornjega dela poplavne ravnice je ključnega pomena nadzor poplavne vode. Umetna kanalizacija reke bo zelo vplivala na širše poplave. To je osnova za trajnostno upravljanje poplav.

## Ekologija
Poplavne površine lahko podpirajo bogate ekosisteme v količini in raznovrstnosti. Obrežni gozdovi sestavljajo ekosistem, povezan s poplavnimi površinami, zlasti v osrednji Aziji. So na obrežnih pasovih. Na poplavnem območju je lahko 100 ali celo 1000-krat toliko vrst kot v rekah. Močenje tal omogoča val hranil: hranila, ki ostanejo po zadnji poplavi, in hranila, ki so posledica hitre razgradnje organskih snovi, ki se je nabrala od takrat. Uspevajo mikroskopski organizmi, večje vrste začnejo hitro svoj cikel. Preračunljivi jedci (predvsem ptice) razmere hitro izkoristijo. Presežek hranil in padec sta hitra, vendar val nove rasti vztraja še nekaj časa. Poplavne ravnice so še posebej dragocene za kmetijstvo.

## Vpliv na družbo
V preteklosti je bilo veliko mest zgrajenih na poplavnih ravnicah, ki so zelo primerne za poplave, zaradi številnih razlogov:
- dostop do pitne vode;
- rodnost poplavnih zemljišč za kmetovanje;
- poceni prevoz po reki ali železnici, ki pogosto sledi rekam;
- enostavnost razvoja ravnice,

Razen lakote in epidemij so poplave rek med najhujšimi naravnimi nasrečami v zgodovini (merjeno s smrtnimi primeri), zlasti Rumena reka na Kitajskem. Najhujša je bila leta 1931, ko so bile poplave na Kitajskem po oceni vzrok za milijone umrlih ljudi. Pred njo pa je bila huda poplava Rumene reke leta 1887, v kateri je umrlo okoli milijon ljudi in je druga najhujša naravna nesreča v zgodovini.
Obseg poplavne ravnice je deloma odvisen od razsežnosti poplav, ki so opredeljene s povratno dobo.
V ZDA Zvezna agencija za ukrepanje ob naravnih nesrečah (Federal Emergency Management Agency, FEMA) vodi program za zavarovanje pred poplavami (National Flood Insurance Program (NFIP) . Ponuja zavarovanje nepremičnin na poplavnem območju, kot je opredeljeno na zemljevidu (Flood Insurance Rate Map, FIRM), ki prikazuje različne nevarnosti poplav za skupnost. Običajno se osredotoča na 100-letne poplave, ki so znane.
V nekaterih tropskih poplavnih ravnicah, kot je delta notranjega Nigra v Maliju, so letne poplave naravni del lokalne ekologije in podeželskega gospodarstva, ki omogoča rast pridelkov v kmetijstvu. V Bangladešu, ki leži v delti Gangesa, so prednosti, ki jih prinaša bogastvo aluvialnih tal poplavnih ravnic,  nadomestile pogoste poplave zaradi ciklonov in letnega monsunskega deževja, kar povzroča hude motnje v gospodarstvu in izgubo človeških življenj na tem gosto poseljenem območju.